# ريو واتاناب
ريو واتاناب (باليابانية: 渡邉 りょう) (مواليد 25 أكتوبر 1996) هو لاعب كرة قدم ياباني.

## وصلات خارجية
- ريو واتاناب على موقع رابطة كرة القدم اليابانية للمحترفين (اليابانية)
- ريو واتاناب على موقع قاعدة بيانات كرة القدم.إي يو (الإنجليزية)
- ريو واتاناب على موقع Soccerway.com (الإنجليزية)